# Фітал
Фіта́л (грец. Phytalos) — аттічний герой з демосу Лакіади; за гостинність Деметра подарувала йому смоківницю. Його нащадки — Фіталіди зняли з Тесея вину за кровопролиття, яке він учинив у дорозі з Тройзену до Афін. На знак вдячності Тесей дав Фіталідам почесні урядові посади.